# Kaycee Stroh
Kaycee Stroh (ur. 29 maja 1984 w Salt Lake City, Utah) – amerykańska aktorka, piosenkarka i tancerka. Występowała w roli Marthy Cox w High School Musical, High School Musical 2 i High School Musical 3: Ostatnia klasa. Ma dwie starsze siostry.

## Filmografia
| Rok       | Tytuł                                 | Rola       |
| --------- | ------------------------------------- | ---------- |
| 2008      | High School Musical 3: Ostatnia klasa | Martha Cox |
| 2007      | High School Musical 2                 | Martha Cox |
| 2006      | High School Musical                   | Martha Cox |
| 2006–2007 | Nie ma to jak hotel                   | Leslie     |
| 2004      | Ammon & King Lamoni                   | Tancerka   |